# 叶泰清
叶泰清（1913年—2008年1月5日），男，河南信阳人，中华人民共和国军事人物，中国人民解放军少将，曾任南京军区空军顾问。